# Піроп

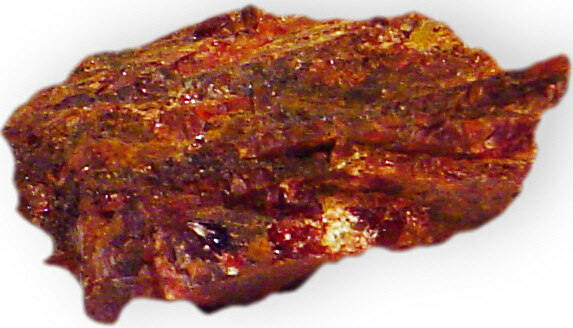
Агрегат піропу

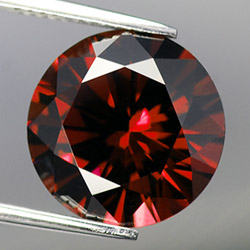
Огранений піроп

Піроп — розповсюджений мінерал класу силікатів групи ґранатів, магніїсто-глиноземистий силікат острівної будови.

## Загальний опис
Хімічна формула: Mg3Al2[SiO4]3. Звичайні домішки: Mn, V, Ti, Cr, Fe та ін. Сингонія кубічна. Гексоктаедричний вид. Спайність відсутня. Утворює округлі зерна 5–7 мм, рідко — кристали. Густина 3,5-3,8. Твердість 6,5-7,5. Колір червоний, чорний. Блиск скляний до смоляного. Прозорий до напівпрозорого.
Зустрічається в еклогітах, метаморфізованих серпентинітах та інших породах, багатих на магній, кімберлітах, перидотитах, піроксенітах, рідше у магматичних породах.
Використовують у ювелірній справі. Дрібні непрозорі кристали використовуються як абразиви.
Знахідки: Подседліце, Трешебеніце, Меруніце (Чехія), Трансвааль (ПАР), Гарнет-Ридж (штат Аризона, США), Респ. Саха (РФ).
Від грецьк. «піропос» — подібний до вогню (A.G.Werner, 1803).
Синоніми: ґранат богемський, ґранат червоний, ґранат магнезіально-глиноземистий, карбункул, рубін капський (аризонський, богемський).